# Рижов Микита Семенович
Микита Семенович Рижов (8 червня 1907, село Філіппково, тепер Барятінського району Калузької області, Російська Федерація — 12 квітня 1996, місто Москва) — радянський державний діяч, дипломат, надзвичайний і повноважний посол СРСР у Туреччині та Італії, міністр текстильної промисловості СРСР, міністр легкої промисловості СРСР, міністр промисловості товарів широкого споживання СРСР. Член Центральної Ревізійної комісії КПРС у 1966—1986 роках.

## Життєпис
Народився в родині робітника.
У 1924—1927 роках — учень школи фабрично-заводського учнівства, ткач, помічник майстра, майстер ткацького цеху, у 1927—1929 роках — заступник завідувача ткацького виробництва Савинської прядильно-ткацької фабрики «Пролетарская диктатура» Московської губернії.
Член ВКП(б) з 1928 року.
У 1929—1932 роках — студент Московського текстильного інституту, закінчив три курси.
У 1932—1934 роках — заступник директора Всесоюзної школи помічників майстрів та школи директорів Народного комісаріату легкої промисловості СРСР.
У 1934—1935 роках — уповноважений з приймання обладнання тресту «Туркбуд» у Москві.
У 1935—1936 роках — заступник головного інженера текстильного комбінату тресту «Туркбуд» у місті Кайсері (Туреччина).
У 1936—1937 роках — керуючий Одеської контори тресту «Туркбуд».
У 1937—1938 роках — начальник планового відділу Експортбуду Народного комісаріату важкої промисловості СРСР.
У 1938—1940 роках — слухач Московської промислової академії.
У 1940—1941 роках — директор Павлово-Покровської прядильно-ткацької фабрики в місті Павловський Посад Московської області.
У 1941 році — директор Ташкентського текстильного комбінату.
У 1941—1942 роках — секретар Ташкентського обласного комітету КП(б) Узбекистану.
У 1942—1944 роках — директор Ташкентського текстильного комбінату.
У 1944 — 11 січня 1949 року — народний комісар (міністр) текстильної промисловості Російської РФСР.
11 січня 1949 — жовтень 1950 року — міністр легкої промисловості Російської РФСР.
У 1950—1953 роках — 1-й заступник міністра легкої промисловості СРСР. У березні — серпні 1953 року — 1-й заступник міністра легкої і харчової промисловості СРСР. У 1953—1954 роках — 1-й заступник міністра промисловості товарів широкого споживання СРСР.
23 лютого 1954 — 22 вересня 1955 року — міністр промисловості товарів широкого споживання СРСР.
22 вересня 1955 — 31 травня 1956 року — міністр текстильної промисловості СРСР.
31 травня 1956 — 23 лютого 1957 року — міністр легкої промисловості СРСР.
24 лютого 1957 — 19 травня 1966 року — надзвичайний і повноважний посол СРСР у Туреччині.
21 травня 1966 — 21 лютого 1980 року — надзвичайний і повноважний посол СРСР в Італії.
У січні 1980 — лютому 1986 року — заступник міністра закордонних справ СРСР, член колегії МЗС СРСР. Одночасно у 1983—1986 роках — член комісії Президії Ради міністрів СРСР із зовнішньоекономічних питань.
З лютого 1986 року — персональний пенсіонер союзного значення в Москві.
Помер 12 квітня 1996 року. Похований в Москві на Кунцевському цвинтарі.

## Нагороди і звання
- два ордени Леніна (31.12.1966; 7.06.1977)
- орден Жовтневої Революції (25.08.1971)
- три ордени Трудового Червоного Прапора (1944; 1958; 10.06.1982)
- медалі
- надзвичайний і повноважний посол СРСР